# 劉碩
劉碩（りゅう せき、生没年不詳）は、後漢の皇族。平原王。劉石とも。桓帝の弟で、他兄弟に勃海王劉悝や益陽公主などがいる。

## 経歴
父の劉翼は河間王の家系であったが、鄧太后に気に入られ平原王の位を継承した。しかし、121年に太后が死去すると讒言により国が除かれ、蠡吾侯となっていた。その父が亡くなると兄の劉志が蠡吾侯を継いだ。
本初元年（146年）、質帝が大将軍梁冀により殺害されると、劉志が帝位に就けられ（桓帝）、劉碩は都鄉侯、劉悝は蠡吾侯を継承した。建和2年（148年）4月に劉碩は平原王に封じられ、博陵（父の陵墓）に留まり父の祭祀を奉じた。152年、桓帝の生母・孝崇皇后が死去すると喪主を務めた。
劉碩は酒を好み過失が多かったため、桓帝は馬貴人（父の夫人の一人）に平原王の家事を取り仕切るよう命じていた。
劉碩の時代の平原相には史弼、陽球、陳紀、荀爽、劉備、劉琬らが記録に残る。しかし、建安11年（206年）に曹操が斉、北海、阜陵、下邳、常山、甘陵、濟陰、平原の八か国を除いたため廃絶した。